# Állami Tervbizottság (Magyarország)
Az Állami Tervbizottság a Magyar Népköztársaság idején 1973-ban - az MSZMP Központi Bizottsága 1972. novemberi határozata nyomán - megalakult állami szerv volt.

## Feladatai
- a minisztériumok és a főhatóságok tervező munkájának összehangolása,
- a népgazdasági tapasztalatok, a gazdasági szabályozás értékelése,
- javaslatok elkészítése a kormány számára,
- a tervek végrehajtásának ellenőrzése.

## Elnöke
Elnöke miniszterelnök-helyettes és egyben az Országos Tervhivatal elnöke is volt.